# Knežica (rijeka)
Knežica je rijeka u Bosni i Hercegovini.
Rijeka Knežica je lijeva pritoka Mlječanice u koju se ulijeva u selu Međuvođe. Duga je oko 14 kilometara. Po ovoj rijeci je selo Knežica u općini Bosanska Dubica dobilo ime. Puharska rijeka je najveća pritoka Knežice.